# رايموند بيير
رايموند بيير (بالإنجليزية: Raymond Pierre)‏ هو منافس ألعاب قوى أمريكي، ولد في 19 سبتمبر 1967.

## وصلات خارجية
- رايموند بيير على موقع الاتحاد الدولي لألعاب القوى (الإنجليزية)